# Vilsheim
Vilsheim là một đô thị thuộc huyện Landshut trong bang Bayern nước Đức. Đô thị Vilsheim có diện tích 21,7 km², dân số thời điểm ngày 31 tháng 12 năm 2006 là 2379 người.